# Martin Finn
Martin Finn (* 22. August 1917; † 17. März 1988) war ein irischer Politiker der Fine Gael. Von 1969 bis 1977 war er Teachta Dála (Abgeordneter) im Dáil Éireann, dem irischen Unterhaus, sowie von Juni 1977 bis Oktober 1977 Mitglied des Seanad Éireann, dem irischen Oberhaus des Oireachtas.
Finn war Landwirt und Auktionator. Er trat erstmals bei den Wahlen 1961 an, um im Wahlkreis Mayo South einen Sitz für den Dáil zu erringen. Damit scheiterte er aber wie bei den nachfolgenden Wahlen 1965. Als mit den Wahlen zum Dáil Éireann 1969 die Wahlkreise neu zugeschnitten wurden, konnte Finn im Wahlkreis Mayo East einen Sitz erringen. Diesen konnte er auch bei den Wahlen 1973 verteidigen. Bei den Wahlen 1977 verlor er den Sitz jedoch. Da im Seanad der Sitz von Peter O’Toole, der in den Dáil gewählt wurde, freigeworden war, nominierte ihn Taoiseach Liam Cosgrave mit dem 21. Juni 1977 für den Senat. Wegen der Neuwahlen dort schied er jedoch bereits zum 27. Oktober 1977 wieder aus. Er versuchte noch einmal, bei den Wahlen zum Dáil Éireann 1981 einen Sitz zu erhalten, er verfehlte jedoch die notwendige Zahl der Stimmen. 
Bis zu seinem Tod war Finn Mitglied des Mayo County Council.